# Будівництво 665 і ВТТ
Будівництво 665 і ВТТ — підрозділ системи виправно-трудових установ ГУЛАГ, оперативне керування якого здійснювало Головне Управління таборів промислового будівництва (рос. ГУЛПС).
Час існування: організований між 17.03.49 і 15.04.49 (перейменований з БУДІВНИЦТВА 896 І ВТТ);

закритий 29.04.53.

## Підпорядкування і дислокація
- ГУЛПС (як наступник БУДІВНИЦТВА 896 І ВТТ);
- ГУЛАГ МЮ з 02.04.53

Дислокація: Таджицька РСР, м.Ленінабад

## Виконувані роботи
- буд-во Ленінабадського гірничо-хімічного комбінату,
- буд-во Західного гірничо-збагачувального комб. в м. Майлі-Сай,
- буд-во Чирчикського електрохімічного комб. до 14.03.50,
- буд-во Комб. № 11 з 04.11.50 по 04.05.51, Комб. № 6 2-го ГУ при РМ СРСР (перше підприємство в СРСР з добування та переробки уранових руд),
- буд-во житла в р-ні Турокавакського родовища і в р-ні ст. Кара-Балта, перевалочної бази на ст. Кара-Балта, шосе від ст. Кара-Балта до родовища,
- буд-во казарм і службових приміщень для спец. частин ГУВО МГБ.

## Чисельність з/к
- 01.01.50 — 7206,
- 01.01.51 — 4591,
- 01.01.52 — 29285,
- 01.01.53 — 1777;
- 15.04.53 — 893